# Танкеев, Анатолий Петрович
Анатолий Петрович Танкеев (16 июня 1944, Усолье Молотовская область — 29 июня 2018, Екатеринбург) — российский физик, доктор физико-математических наук, профессор, главный научный сотрудник Института физики металлов УрО РАН, специалист в области магнетизма, ядерного магнитного резонанса в магнитоупорядоченных соединениях.

## Биография
Родился 16 июня 1944 года в городе Усолье Молотовской области.
Окончил физико-технический факультет Уральского политехнического института им. С. М. Кирова и аспирантуру ИФМ АН СССР. В 1970 г. защитил кандидатскую диссертацию, в 1990 — докторскую (Крупномасштабные магнитные неоднородности и динамические эффекты в магнетиках : диссертация … доктора физико-математических наук : 01.04.11 / АН СССР. Урал. отд-ние. Ин-т физики металлов. — Свердловск, 1989. — 362 с.).
Работал в Институте физики металлов УрО АН СССР (РАН): младший (1970—1978), старший (1978—1990), ведущий научный сотрудник (1990—1991), заведующий лабораторией кинетических явлений (1991—2013), с 2013 — главный научный сотрудник.
В период руководства лабораторией создал в ней три экспериментальные и две теоретические группы.
Основное научное направление — проблемы физики магнитных явлений, радиоспектроскопии (ядерный магнитный и электронный парамагнитный диапазоны), нелинейной физики.
Доктор физико-математических наук (1990), профессор (1995).
По совместительству в 1981—2000 гг. доцент, профессор кафедры физики конденсированного состояния физического факультета Уральского государственного университета. Основатель первой базовой кафедры УрГУ в ИФМ.
Умер 29 июня 2018 года.

## Награды
- Медаль «За трудовую доблесть» (1986)
- Медаль ордена «За заслуги перед Отечеством» II степени (2009)
- Благодарность президиума РАН (1999)
- Медаль имени члена-корреспондента Н.М. Михеева (УрО РАН, 19 февраля 2015) — за цикл работ «Ядерный магнитный резонанс в полупроводниковых и проводящих системах с сильными электронными и атомными корреляциями»

## Публикации
- Дифференциальные уравнения математической физики для начинающих [Текст] / А. П. Танкеев, М. А. Борич; Российская акад. наук, Уральское отд-ние, Ин-т физики металлов. — Екатеринбург : Ин-т физики металлов УрО РАН, 2012. — 446 с. : ил., цв. ил.; 21 см. — (Научно-образовательная серия «Физика конденсированных сред» 7).; ISBN 978-5-7691-2301-6
- Методы математической физики : учебное пособие / А. П. Танкеев, М. А. Борич; науч. ред. Л. И. Яковенкова; Федеральное агентство по образованию, Уральский гос. технический ун-т — УПИ им. первого Президента России Б. Н. Ельцина. — Екатеринбург: УГТУ-УПИ, 2009. — 21 см; ISBN 978-5-321-01502-5
- Динамические эффекты в ферромагнетиках с доменной структурой / Б. Н. Филиппов, А. П. Танкеев; Отв. ред. Г. Г. Талуц; АН СССР, Урал. науч. центр, Ин-т физики металлов. — М. : Наука, 1987. — 214,[2] с. : ил.; 22 см.
- Методы математической физики : учебное пособие / А. П. Танкеев, М. А. Борич; науч. ред. Л. И. Яковенкова; Федеральное агентство по образованию, Уральский гос. технический ун-т — УПИ им. первого Президента России Б. Н. Ельцина. — Екатеринбург: УГТУ-УПИ, 2009. — 21 см. Ч. 1: Уравнения с частными производными первого порядка. — 2009. — 182 с. : ил.; ISBN 978-5-321-01502-5